# Rosenaustadion
Rosenaustadion – wieloużytkowy stadion w Augsburgu, w Niemczech. Jest drugim po WWK Arenie największym stadionem w Augsburgu, został wybudowany w 1951. 